# Olga Giria
Olga Aleksandrowna Giria, ros. Ольга Александровна Гиря (ur. 4 czerwca 1991) – rosyjska szachistka, arcymistrzyni (WGM) od 2009 roku, posiadaczka męskiego tytułu arcymistrza (GM) od 2021 roku.

## Kariera szachowa
Wielokrotnie reprezentowała Rosję na mistrzostwach świata i Europy juniorek w różnych kategoriach wiekowych, zdobywając 7 medali: dwa złote (Fermo 2009 – ME do 18 lat, Antalya 2009 – MŚ do 18 lat), cztery srebrne (Kemer 2007 – MŚ do 16 lat, Herceg Novi 2008 – ME do 18 lat, Chotowa 2010 – MŚ do 20 lat, Madras 2011 – MŚ do 20 lat) oraz brązowy (Vung Tau 2008 – MŚ do 18 lat).
W 2005 r. zwyciężyła w międzynarodowym kołowym turnieju w Salechardzie, wygrywając wszystkie 9 partii. Rezultat ten (9 pkt w 9 partiach) powtórzyła w 2007 r. podczas mistrzostw Rosji juniorek do 16 lat. Normy na tytuł arcymistrzyni wypełniła w Dagomysie (2008) oraz dwukrotnie w Moskwie (2008, 2009 – w obu przypadkach na turniejach Moscow Open-C). W 2014 r. zwyciężyła w turnieju Russian Women’s Premier Cup w Moskwie.
Reprezentantka Rosji w rozgrywkach drużynowych, m.in.:
- dwukrotnie na olimpiadach szachowych (w latach 2010, 2014); medalistka: wspólnie z drużyną – złota (2014)[4],
- dwukrotnie na drużynowych mistrzostwach świata (w latach 2013, 2015); dwukrotna medalistka: wspólnie z drużyną – brązowa (2013) oraz indywidualnie – złota (2013 – na V szachownicy)[5],
- na drużynowych mistrzostwach Europy (w roku 2013); medalistka: wspólnie z drużyną – srebrna (2013)[6].

Najwyższy ranking w dotychczasowej karierze osiągnęła 1 lipca 2014 r., z wynikiem 2493 punktów zajmowała wówczas 18. miejsce na światowej liście FIDE, jednocześnie zajmując 5. miejsce wśród rosyjskich szachistek.